# Martin Graf (Naturbahnrodler)
Martin Graf (* 20. Februar 1982 in Innichen) ist ein ehemaliger italienischer Naturbahnrodler. Er startete zumeist im Doppelsitzer mit Harald Laimer und nahm von 2002 bis 2004 an Weltcuprennen und Europameisterschaften teil.

## Karriere
Martin Graf nahm erstmals im Jahr 1998 an einer Junioreneuropameisterschaft teil. In Feld am See erzielte er zusammen mit Stefan Messner den achten Platz im Doppelsitzer. Zwei Jahre später startete er bei der Junioreneuropameisterschaft 2000 in Umhausen im Einsitzer und belegte den zwölften Rang. Ab 2001 startete Graf zusammen mit dem drei Jahre jüngeren Harald Laimer im Doppelsitzer. Bei der Junioreneuropameisterschaft 2001 in Tiers erreichte das Duo den vierten Platz.
Ihr Debüt im Weltcup gaben Graf/Laimer am 13. Januar 2002 in Umhausen, erzielten dabei aber nur den siebten und letzten Platz. In der Saison 2001/2002 blieb dies ihr einziger Weltcupstart. Drei Wochen danach starteten sie bei der Europameisterschaft 2002 in Frantschach-Sankt Gertraud, wo sie als Vorletzte den neunten Platz belegten. In der folgenden Saison 2002/2003 nahmen Graf/Laimer an allen sechs Weltcuprennen teil. Dabei fuhren sie zweimal unter die schnellsten fünf und erreichten mit dem vierten Platz im Parallelwettbewerb von Völs am Schlern ihr bestes Karriereergebnis. Im Doppelsitzer-Gesamtweltcup wurden sie als beste Italiener Sechste. An der Weltmeisterschaft 2003 nahmen sie allerdings nicht teil. Sie waren zwar für den Wettkampf gemeldet, starteten aber nicht. Im nächsten Winter nahmen Martin Graf und Harald Laimer nur noch an zwei Weltcuprennen teil. In Olang und Garmisch-Partenkirchen belegten sie jeweils den achten Platz, womit sie 13. im Gesamtweltcup wurden. Den Abschluss ihrer internationalen Karriere bildete die Europameisterschaft 2004 in Hüttau, wo sie unter 16 Doppelsitzerpaaren den 13. Platz belegten.

## Erfolge
(wenn nicht anders angegeben, Doppelsitzer mit Harald Laimer)

### Europameisterschaften
- Frantschach 2002: 9. Doppelsitzer
- Hüttau 2004: 13. Doppelsitzer

### Junioreneuropameisterschaften
- Feld am See 1998: 8. Doppelsitzer (mit Stefan Messner)
- Umhausen 2000: 12. Einsitzer
- Tiers 2001: 4. Doppelsitzer

### Weltcup
- 2× unter den besten zehn im Doppelsitzer-Gesamtweltcup
- 2 Top-5-Platzierungen in Doppelsitzer-Weltcuprennen